# Explosion de Bahawalpur
L'explosion de Bahawalpur (en ourdou : بہاولپور دھماکا) est un accident de la route qui s'est produit le 25 juin 2017 à Ahmedpur-Est, dans le district de Bahawalpur au Pakistan. L'explosion d'un camion-citerne a provoqué un incendie et un bilan de plus de 200 morts.

## Accident
Le 25 juin 2017, autour de 6 h 0 heure locale (1 h 0 GMT), un camion-citerne transportant 40 000 litres (10 567 gallons) de carburant s'est renversé, car ses pneus ont éclaté alors qu'il essayait de faire un virage serré sur la route nationale no  5 près d'Ahmedpur-Est, dans le district de Bahawalpur (province du Pendjab). Le camion reliait Karachi à Lahore,,.
Une fois que la nouvelle de l'accident se répand dans les villages alentour, des centaines d'habitants se sont précipités vers la scène pour piller le carburant du camion-citerne. C'est à ce moment que le camion explose et tue les personnes à proximité, y compris les pillards et le conducteur du camion, entrainant un incendie se répercutant aux véhicules voisins.

## Bilan

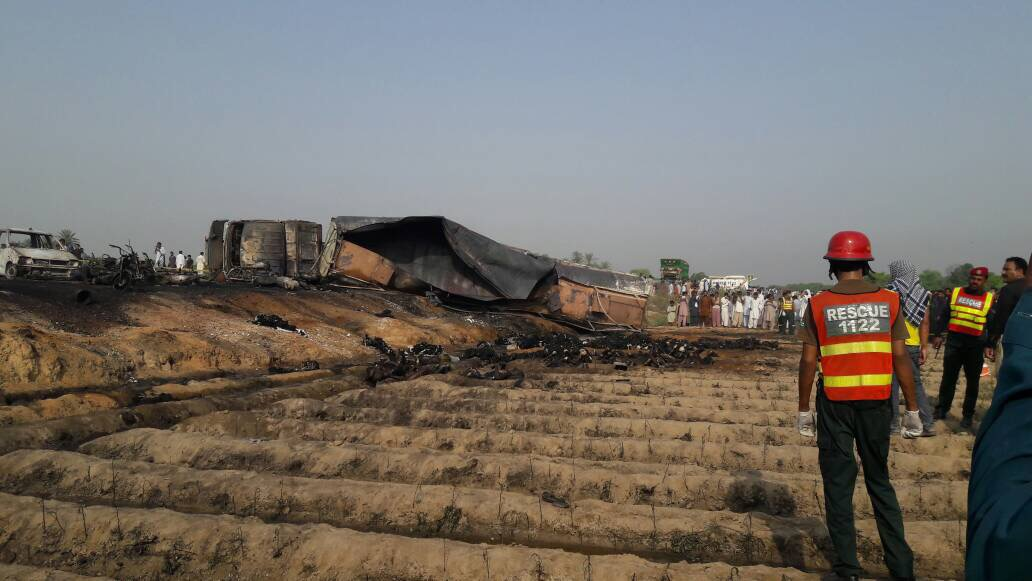
Secouristes sur le site de l'accident.

Le 25 juin 2017, les services de secours comptent au moins 123 personnes mortes sur le coup et plus de 100 autres blessées. Le bilan s'alourdit au cours des deux semaines suivant l'explosion, du fait des décès dans les hôpitaux de très nombreuses personnes blessées le 25 juin.
Le 30 juin 2017, le bilan de l'incendie s’aggrave, passant à 190 morts. Le 3 juillet, le bilan est encore augmenté à 206 morts. Le 6 juillet, il s'aggrave à nouveau et passe à 218 morts.

## Enquête
Shehbaz Sharif, le ministre en chef du Pendjab, met en place un comité de quatre personnes dédié à l'enquête sur l'explosion. Six fonctionnaires sont suspendus de leurs fonctions par ce comité, qui les accuse de ne pas avoir empêché l'accident à cause de leur négligence.
Les premiers rapports ont suggéré que l'explosion a été causée par une cigarette allumée. Par la suite, ceci reste l'hypothèse privilégiée. Les enquêteurs envisagent également la possibilité qu'un véhicule passant sur les lieux ait émis des étincelles, qui auraient provoqué le feu. Dans les deux cas, la cause accidentelle est la seule envisagée.

## Réactions
Le premier ministre pakistanais Nawaz Sharif a rencontré les victimes. Il a promis que le gouvernement pakistanais donnerait du travail aux survivants, et aux familles qui ont perdu un membre.
La Haute-Commission Britannique au Pakistan, l'ambassade des États-Unis à Islamabad et le secrétaire général des Nations unies António Guterres ont présenté leurs condoléances.